# 이영준 (1896년)
이영준(李榮俊, 1896년 9월 17일~1968년 8월 18일)는
대한민국의 정치인이다. 제헌, 제4대, 제5대, 제6대 국회의원을 역임하였다.

## 생애

### 생애 초기
이영준은 1896년 9월 17일 조선 한성부에서 태어났다. 대구인남학교와 대구계성고등보통학교, 경성양정고등보통학교, 세브란스의학전문학교를 졸업했으며 그 과정에서 경기도소학교교원시험에 합격하고, 1924년 10월 동아일보 주체 웅변대회에 참여하기도 했다.
1931년 동경제국대학에서 의학박사 학위를 취득했고 한반도로 돌아와 자신의 모교인 세브란스연합의학전문학교에서 교수를 지냈다.
이후 교수와 세브란스병원 의사 그리고 동아일보에서 『지상병원』이라는 제목의 글을 1934년부터 1940년까지 투고했다.

### 생애 중기
1941년 세브란스의학전문학교 교장 및 사장이 되었다. 1945년 광복 이후 한국민주당발기회에 참여하여 정계에 입문, 한국민주당에서 중앙상무집행위원, 재정부장, 재무부장을 지냈다.
1948년 제헌 국회의원 선거에서 서울자유특별시 동대문 을에 출마하여 당선되었다. 이후 국회에서는 보건후생위원회 위원으로 활동하며 1948년 11월 20일 최윤동 등 99명과 함께 미군 주둔 요청 결의안에 찬성했고 12월에는 문교사회위원회 위원장에 당선되었다.
1949년 2월 공과대학교의 학생수가 증가함에 따라 예산을 늘리자는 취지의 건의안을 발의했으며 사회부 하에 있던 보건국의 독립을 촉구했다.
문교사회위원회 위원장으로서 관세법, 대한민국교육법, 여순사건의 이재민구호대책 등을 국회에서 논의했다.
한편 민주국민당이 창당되자 한국민주당을 탈당, 민주국민당으로 당을 옮겨 대책위원, 재무부장을 지냈다. 1949년 6월 군사고문단설치환영 성명서에 이름을 올렸다.
1950년 제2대 국회의원 선거에서 서울자유특별시 동대문구에 출마했으나 낙선했다. 이후 민주국민당에서 재정부장, 총무부장을 역임했다.
1954년 제3대 국회의원 선거에서 서울자유특별시 동대문구에 출마했으나 낙선했다. 1955년 민주당이 창당에 기여, 촐무위원, 서울시당 상무위원을 역임했으며 민주당 구파에 소속되어 활동했다.

### 생애 후기
1958년 제4대 국회의원 선거에서 서울특별시 동대문구 을에 출마하여 당선되었다. 이후 국회의 문교위원회와 사회보건위원회에 들어가 활동했다.
한편 민주당에서는 구파와 신파의 갈등이 대통령 임명 문제로 최고조에 다다르자 중앙상위의장단으로서 양파간 갈등을 중재해보려 노력했으며 선거대책위원회의장에 임명되었다.
1960년 제5대 국회의원 선거에서 서울특별시 동대문구 을에 출마하여 당선되었다. 이후 국회에서 부의장에 당선되었다. 이후 1960년 10월 11일 곽상훈 의장과 함께 사표를 제출했으나 국회에서 반려되었다.
1960년 12월경 구파를 중심으로 한 신민당이 창당에 기여했으며 당의 중진으로 활동으나 5.16 군사정변으로 당이 해체되자 민정당으로 당을 옮겼다.
1963년 제6대 국회의원 선거에서 서울특별시 동대문구 을에 출마하여 당선되었다. 이후 조용히 정치 활동을 했으며 신민당으로 당을 다시 한번 더 옮겼다.
1967년 제7대 국회의원 선거에서 신민당 소속으로 출마하려 했으나 공천에서 떨어져 출마하지 못했다. 이후 민주공화당으로 당을 옮겼다.
1968년 8월 18일 서울특별시 동대문구 제기동에서 노환으로 사망했다.

## 약력
- 대구인남학교졸업
- 대구계성고등보통학교졸업
- 경기도소학교교원시험합격
- 경성양정고등보통학교를 졸업하였다.
- 세브란스의학전문학교를 졸업하였다.
- 동경제국대학에서 의학박사 학위획득
- 세브란스연합의학전문학교 교수
- 동경제국대학 의학부 피부비뇨기과학연구
- 동아일보 고문
- 세브란스연합의학전문학교 교장 및 사장
- 1948년 5월 10일 : 제헌 국회의원(동대문을)
- 제5대민의원부의장
- 민주당 중앙당 간사장
- 민중당 서울 제4지구당 위원장
- 국회부의장
- 대한적십자사 사무총장을 역임하였다.

## 역대 선거 결과
|  | 37.20% |

|  | 17.84% |

|  | 20.50% |

|  | 50.27% |

|  | 59.90% |

|  | 38.82% |

## 참고 자료
- 《대한민국 의정총람》, 국회의원총람발간위원회, 1994년
- 이영준 - 대한민국헌정회